# Конота
Коно́та (Psarocolius) — рід горобцеподібних птахів родини трупіалових (Icteridae). Представники цього роду мешкають в Мексиці, Центральній і Південній Америці.

## Види
Виділяють дев'ять видів:
- Конота товстодзьоба (Psarocolius wagleri)
- Конота іржаста (Psarocolius angustifrons)
- Конота каньйонова (Psarocolius atrovirens)
- Шапу (Psarocolius decumanus)
- Конота зелена (Psarocolius viridis)
- Конота бразильська (Psarocolius bifasciatus)
- Конота панамська (Psarocolius montezuma)
- Конота чорна (Psarocolius guatimozinus)
- Конота колумбійська (Psarocolius cassini)

## Етимологія
Наукова назва роду Psarocolius походить від сполучення слів дав.-гр. ψαρ — шпак і κολοιος — галка.